# Mniobia procera
Mniobia procera är en hjuldjursart som beskrevs av Schulte 1954. Mniobia procera ingår i släktet Mniobia och familjen Philodinidae. Inga underarter finns listade i Catalogue of Life.